# PEC Zwolle
Pour les articles homonymes, voir PEC Zwolle (féminines).
Maillots
Actualités
Le PEC Zwolle est un club néerlandais de football basé à Zwolle. Le club est fondé le 12 juin 1910 à la suite de la fusion du Ende Desespereert Nimmer, fondé en 1904 dans le quartier d'Assendorp et de Prins Hendrik, fondé en 1906.
Son titre de champion de la 2de Klasse en 1955 lui a permis d'accéder aux divisions professionnelles de la KNVB. Le club a été deux fois en faillite, en 1981 et en 1990, mais s'est toujours maintenu dans le football professionnel. Il fait partie des deux clubs majeurs de l'Overijssel avec Go Ahead Eagles, son rival. PEC Zwolle remporte ses deux seuls trophées en 2014 lorsqu'il gagne la coupe en battant l'Ajax Amsterdam 5 à 1 en finale et en remportant ensuite la Supercoupe des Pays-Bas.
PEC Zwolle joue ses matchs à domicile au MAC³PARK stadion depuis le 29 août 2009, stade qui a remplacé l'Oosterenkstadion où le club jouait depuis 1935.

## Histoire

### Le nom du club
Le nom de PEC Zwolle a été changé plusieurs fois.
- 1904: Origine du club Ende Desespereert Nimmer (EDN)
- 1906: Origine du club Prince Hendrik (PH)
- 1910 : fusion de PH et EDN à la combinaison PH-EDN (PEC)
- 1969: fusion avec Zwolsche Boys, le nom PEC sera conservé
- 1971 : le club est renommé PEC Zwolle
- 1982 : le club est renommé PEC Zwolle '82
- 1990 : PEC Zwolle '82 en faillite, fondation du FC Zwolle
- 2012 : le club reprend le nom de PEC Zwolle

### Genèse et premières années
Le club est fondé le 12 juin 1910 à l'hôtel Koenders de Zwolle de la fusion de deux clubs : Prins Hendrik et Ende Desespereert Nimmer. Ces deux clubs existaient à Zwolle depuis respectivement 1906 et 1905. Ende Desespereert Nimmer était un club originaire d'Assendorp, un quartier situé au sud de la ville. Dans ses 5 premières années d'existence, EDN a utilisé plusieurs dénominations : AVC, Voorwaarts, Volharding et Sallandia avant d'opter pour son nom final. Le nom de l'union entre les deux clubs est l'accronyme de Prins Hendrik Ende Desespereert Nimmer Combinatie. La fusion a été décidée pour disposer d'une équipe plus compétitive dans le championnat local.
Les joueurs du PEC pratiquent initialement le football en hiver et l'athlétisme en été. PEC devient ensuite un des trois grands clubs de Zwolle avec ZAC, fondé en 1893 qui est associé à la haute société locale, et les Zwolsche Boys, fondés en 1918, club de la classe ouvrière. PEC étant quant à lui considéré comme le club des bourgeois. Dans les années 1920, la rivalité entre les trois clubs est alors très forte, spécialement entre les Zwolsche Boys et le PEC dont les stades sont à une courte distance l'un de l'autre et de par leurs affrontements fréquents dans leur poule du championnat de deuxième division, la Tweede Klasse Oost.
Grâce à la fusion, le club joue sans discontinuer en Tweede Klasse lors des deux premières décennies de son existence, où les joueurs remportent notamment le titre de la poule ouest en 1917 mais échouent lors du championnat de promotion. En 1928, alors que ZAC joue le championnat final de première division, le PEC atteint la finale de la coupe des Pays-Bas où ils perdent 3 à 0 face à RCH, à Hilversum.

### Professionnalisation
Le club est sacré de la Tweede Klasse à l'issue de la saison 1954-1955 et le club obtient de la KNVB d'accéder aux nouveaux championnats professionnels. PEC joue alors avec les Zwolsche Boys en Tweede Divisie, la plus faible division professionnelle, jusqu'à la fin des années 1960. Les deux clubs décident finalement malgré leur rivalité de fusionner en 1969 afin de concurrencer Go Ahead Eagles qui vient de réaliser un bon parcours en coupe des clubs champions. La direction des clubs voulant tirer parti de l'engouement populaire autour de ces derniers pour attirer des spectateurs autour d'un autre club dans la région. À la suite de la fusion, les Zwolsche Boys repartent au niveau amateur. En 1971, le club est renommé PEC Zwolle, pour promouvoir la ville de Zwolle. La section d'athlétisme quitte le club en 1974.
En 1977, le PEC Zwolle atteint la finale de la coupe, mais perd face au FC Twente à l'issue des prolongations. Lors de la même saison le club échoue à un point de la promotion en Eredivisie. En 1978, le club est sacré champion de l'Eerste Divisie et est promu en Eredivisie pour la première fois dans son histoire. Lors de sa première saison au plus haut-niveau du football néerlandais le club finit huitième en réalisant une bonne saison, aidé par un recrutement d'anciens grands joueurs comme Rinus Israel, défaisant notamment le champion, le PSV Eindhoven, 1 à 0. Ces bons résultats sont en partie dû à l'investissement dans le club de la Slavenburgse Bank, dirigée par le président du club Jan Willem van der Wal. En 1982, le club ne peut rembourser ses dettes et est déclaré en faillite.

### Sauvetage et deuxième faillite
Marten Eibrink prend la direction du club en 1982. Il réussit à éponger la dette et à restructurer le club dont le nom est changé en PEC Zwolle'82. Il renove aussi le stade et il nomme la tribune principale du nom de Johan Cruijff. Eibrink fait des joueurs de premier plan comme Piet Schrijvers, Johnny Rep ou Cees van Kooten dans l'équipe. Le club réussit à revivre, mais malgré les investissements, le club est rétrogradé en seconde division à l'issue de la saison 1984-1985 à la suite d'une saison tourmentée par les accidents. Le club réussit néanmoins en une saison seulement à remonter en Eredivisie grâce à leur seconde place. L'équipe est alors entraînée par Co Adriaanse et Foeke Booy. Eibrink se met à dos les sponsors et les collectivités locales lorsqu'il les accuse de ne pas aimer le club et de ne pas aider suffisamment le club[réf. nécessaire]. Le désaveu des supporteurs envers Eibrink grandit également en raison de sa gestion du club et des problèmes financiers qui grandissent au sein du club d'année en année, chaque année le club perd 1 000 000 de florins. Ces différents actent son départ en 1988. Malgré un début encourageant lors de la saison 1988-1989, le club finit 16e et est à nouveau rétrogradé. La crise financière empire et les sponsors refusent d'investir encore dans le club. Les salaires des joueurs ne sont plus payés et l'emprunt contracté en 1982 auprès de la Slavenburgse bank, dont le Crédit Lyonnais est alors propriétaire, ne peut être remboursé. Le club est déclaré en faillite en mars 1990.

### FC Zwolle
La commission chargée de réorganiser le club à la suite de la faillite décide de changer le nom en FC Zwolle. Afin d'effacer toute référence aux dernières années où le club a connu des problèmes financiers, il est également décidé de changer l'emblème et les couleurs du clubs. Le club adopte l'emblème et les couleurs de la ville de Zwolle. La première année est difficile mais au cours de la saison 1992-1993, où le FC Zwolle manque la promotion en Eredivisie, des jeunes joueurs comme Jaap Stam, Bert Konterman, Johan Hansma ou Henri van der Vegt, font leur apparition et réussissent à s'imposer. Cette même année en coupe des Pays-Bas, le FC Zwolle atteint les quarts de finale où il est éliminé aux tirs au but par Feyenoord, futur vainqueur de l'épreuve. Lors des années 1990, le FC Zwolle atteint à nouveau les quarts de finale de la coupe en 1997 et en 1999. Le club lutte pour la remonter en Eredivisie mais échoue cinq saisons consécutives en play-off. Le club acquiert finalement sa promotion lorsqu'il remporte l'Eerste Divisie en 2002.
Au cours de la saison 2002-2003 le club finit 16e et se sauve à l'issue des play-offs. La saison suivante, 2003-2004, est très mauvaise pour le club qui compte seulement 7 points à la mi-saison. La seconde partie de saison voit l'équipe tenter de se sauver de la relégation en enchaînant des victoires sur le SC Heerenveen et AZ Alkmaar mais en vain puisque le club perd son dernier match 7 à 1 face à Feyenoord et perd la 16e place, qualificative pour les play-offs, au profit de la dernière place.
Au début de la saison 2004-2005, le FC Zwolle est considéré comme un des favoris pour la promotion avec le Sparta Rotterdam. Un autre club de la province de l'Overijssel, Heracles Almelo gagne cependant le titre. Le FC Zwolle finit la saison à la 4e place et se classe dernier des play-off, pendant que le Sparta Rotterdam acquiert sa promotion. La saison 2005-2006 commence bien et l'équipe est engagée dans la lutte pour le titre dans les premiers mois du championnat. Cependant les mauvais résultats s'enchaînent entre novembre et décembre, et les supporters contestent le travail de l'entraîneur Hennie Spijkerman après la défaite 5 à 0 au Stadion Woudestein contre l'Excelsior Rotterdam. Spijkerman démissionne quelques jours après. Le président annonce alors des sanctions vis-à-vis des supporteurs[réf. souhaitée]. Harry Sinkgraven est nommé au poste d'entraîner et mène le club en play-off où ils échouent face à Willem II. La promotion est finalement obtenue lorsque le club remporte son deuxième titre de champion d'Eerste Divisie en 2012, le titre est fêté sur la place Rodetorplein à Zwolle devant 20 000 supporteurs.

### Premiers succès nationaux
Lors de la célébration de la victoire en championnat et de la promotion en Eredivisie en avril 2012, la direction du club annonce reprendre le nom historique de PEC Zwolle. Les couleurs du maillots restent le bleu et blanc, les couleurs historiques de PEC, vert et blanc, servant pour le maillot extérieur. Le club propose ensuite un football attrayant en Eredivisie dès sa première saison et s'encre comme une équipe solide sous les ordres de Ron Jans. En 2014, PEC bat l'Ajax Amsterdam 5 à 1 à De Kuip en finale de la coupe des Pays-Bas ce qui est alors le premier trophée majeur du club. En août, le club bat à nouveau l'Ajax en finale de la Supercoupe. La saison suivante PEC atteint à nouveau la finale de la coupe mais échoue face au FC Groningue.

## Palmarès de l'équipe première de PEC Zwolle
| Compétitions nationales | Vainqueur | Vainqueur                          | Vice-Champion | Vice-Champion                            |
| ----------------------- | --------- | ---------------------------------- | ------------- | ---------------------------------------- |
| Compétitions nationales | Quantité  | Ans                                | Quantité      | Ans                                      |
| Coupe des Pays-Bas      | 1x        | 2014                               | 3x            | 1928, 1977, 2015                         |
| Supercoupe des Pays-Bas | 1x        | 2014                               | -             | -                                        |
| Eerste Divisie          | 3x        | 1978, 2002, 2012                   | 6x            | 1973, 1977, 1986, 2000, 2011, 2023       |
| Tweede Divisie          | -         | -                                  | 1x            | 1971                                     |
| Eerste Divisie Oost     | -         | -                                  | 2x            | 1931, 1933                               |
| Tweede Klasse Oost      | 6x        | 1917, 1929, 1941, 1948, 1952, 1955 | 7x            | 1919, 1920, 1921, 1925, 1928, 1939, 1947 |

## Identité du club

### Logo
Le logo du PEC Zwolle a été réalisé en 1989 avec le logiciel MacDraw. Le logo s'inspire de celui du Celtic FC et représente un trèfle à quatre feuilles, dans lequel chaque feuille est un blason de la ville de Zwolle.

### Maillot
Le maillot est rayé bleu et blanc. Le choix de ces couleurs date de 1991 lorsque le club opte pour les couleurs de la ville de Zwolle et abandonne ses couleurs dites « historiques ». Jusqu'alors, et depuis la fondation en 1910, le club jouait en blanc et vert, dans diverses combinaisons et motifs.
Après la faillite de 1991, le club abandonne ses couleurs historiques et décide donc d'opter pour les nouvelles couleurs afin de trouver une meilleure image.
À la suite d'une sollicitation des supporteurs du club, il est décidé d'inscrire le nom de Léo Major sur le col du maillot pour la saison 2019-2020. Léo Major est un soldat québécois qui a libéré la ville de Zwolle 75 ans plus tôt, en 1945.

### Sponsor maillot
Depuis 1982, les sponsors sur le maillot sont autorisés aux Pays-Bas. Jusqu'à la saison 1982-1983, seul la marque des vêtements et l'emblème du club sont présents sur le maillot. Le premier d'entre-eux est la marque de savon Dr Schupp.
Les premiers contrats de sponsoring maillots sont signés dans les années 1970. Le premier sponsor d'équipementier connu de PEC Zwolle est Adidas, qui est resté sponsor maillot jusqu'en 1990. Ensuite, Umbro, Hummel, Patrick et Robey se sont succédé. Actuellement l'équipementier est la marque suédoise Craft.
| Période   | Sponsor maillot                                                  | Autres sponsor maillot                             | Équipementier |
| --------- | ---------------------------------------------------------------- | -------------------------------------------------- | ------------- |
| < 1982    | Aucun                                                            |                                                    | Adidas        |
| 1982-1985 | Dr Schup                                                         |                                                    | Adidas        |
| 1985-1988 | Super Cracks                                                     |                                                    | Adidas        |
| 1988-1989 | Cleo Hairfashion                                                 |                                                    | Adidas        |
| 1989-1990 | Murata                                                           |                                                    | Adidas        |
| 1990-1992 | NIC                                                              | Umbro                                              |               |
| 1992-1996 | Het Groene Land                                                  | Hummel                                             |               |
| 1996-2003 | Groene Land                                                      | Hummel                                             |               |
| 2003-2005 | Falabella                                                        | Hummel                                             |               |
| 2005-2008 | Flash Casino                                                     | Hummel                                             |               |
| 2008-2009 | Scheffer Groep                                                   | Hummel                                             |               |
| 2009-2010 | À domicile : Ronald McDonaldhuis À l'extérieur : Stichting KiKa  | Hummel                                             |               |
| 2010-2011 | Achmea Health Center                                             | Hummel                                             |               |
| 2011-2012 | À domicile : Schildersbedrijf Porte À l'extérieur : Huisman Bouw | Hummel                                             |               |
| 2012-2013 | Beaphar                                                          | Arrière: Molecaten                                 | Patrick       |
| 2013-2014 | Vitens                                                           | Arrière: Molecaten Arrière en bas: Firezone        | Patrick       |
| 2014-2015 | Trustbrix                                                        | Arrière: Molecaten Arrière en bas: Firezone        | Patrick       |
| 2015-2016 | Molecaten                                                        | Arrière: Firezone Arrière en bas: Hanos            | Robey         |
| 2016-2017 | Molecaten                                                        | Arrière: Consolid Arrière en bas: Biodiesel Kampen | Robey         |
| 2017-2021 | Molecaten                                                        | Arrière: Travelbags Arrière en bas: HANOS          | Craft         |
| 2021-2023 | VDK Groep                                                        | Arrière: Travelbags Arrière en bas: HANOS          | Craft         |

## Personnalités du club

### Joueurs notables
- Rochdi Achenteh
- Denni Avdić
- Said Bakkati
- Foeke Booy
- Eric Botteghin
- Ouasim Bouy
- Younes Taha
- Aziz Doufikar
- Reza Ghoochannejhad
- Lucian Ilie
- Rinus Israel
- Ron Jans
- Mateusz Klich
- Bert Konterman
- Robert Maaskant
- Hachim Mastour
- Niklas Moisander
- Youness Mokhtar
- Kamohelo Mokotjo
- Yuta Nakayama
- Tomáš Necid
- Johnny Rep
- Trent Sainsbury
- Piet Schrijvers
- Arne Slot
- Jaap Stam
- Henk Timmer
- Lars Veldwijk